# Richard Leppla
Richard Leppla (9 de Junho de 1914 - 4 de Agosto de 1988) foi um piloto alemão da Luftwaffe durante a Segunda Guerra Mundial. Voou em mais de 500 missões de combate, nas quais abateu 68 aeronaves inimigas, o que fez dele um ás da aviação.